# 황성기
황성기(1977년 6월 9일 ~ )는 해태 타이거즈의 전 야구 선수다. 현재 야구 교실을 운영하고 있다.

## 출신 학교
- 성동초등학교
- 배명중학교
- 휘문고등학교

## 같이 보기
- 2001년 해태 타이거즈 / KIA 타이거즈 시즌